# 気分はナイスショット!〜ゴルフガールズと愉快な仲間〜
気分はナイスショット!〜ゴルフガールズと愉快な仲間〜（きぶんはナイスショット!〜ゴルフガールズゆかいななかま〜）とは北海道の大手芸能プロダクションキャットウォークがプロデュースしテレビ東京系列のテレビ北海道が製作した2006年7月〜9月までの3か月間毎週月曜よる6時30分〜7時に放送された北海道ローカルのバラエティ番組である。

## 概要
北海道内のゴルフ場を舞台にゴルフガールズという4人のゴルフ初心者女性が、無謀にもゴルフ好きの芸能人に挑戦し、対戦したりレッスンを受けたり、クラブハウス内でトークしたりする内容だった。ゲストとして登場したゴルフ好きの芸能人は3か月間の放送のうち1か月事に代り、7月は渡辺正行が出演、渡辺は8月以降もゴルフガールズの応援団長として番組終了まで出演していた。8月は西郷輝彦、9月は徳光和夫がゲストで登場した。

## 出演
- ゴルフガールズ（キャットウォーク所属）

### ゲスト
- 渡辺正行（7月のゲスト、8月以降もゴルフガールズ応援団長として出演）
- 西郷輝彦（8月のゲスト）
- 徳光和夫（9月のゲスト）

## テーマソング
- 1／ゆず（ただし表示なし）

| テレビ北海道 月曜18時30分枠                  | テレビ北海道 月曜18時30分枠                          | テレビ北海道 月曜18時30分枠                                  |
| 前番組                                       | 番組名                                               | 次番組                                                       |
| -------------------------------------------- | ---------------------------------------------------- | ------------------------------------------------------------ |
| ガレッジ ワザーランド （ここまでスキバラ枠） | 気分はナイスショット! 〜ゴルフガールズと愉快な仲間〜 | エンジョイガレッジ ※木曜深夜から移動。（ここからスキバラ枠） |